# Белградська фортеця
Белградська фортеця (серб. Београдска тврђава) — історико-культурний комплекс в Белграді, Сербія. Розташована на узвишші при злитті річок Сави і Дунаю, і складається з цитаделі (Верхнє та Нижнє місто) та парку Калемегдан.

## Розташування
Белградська фортеця знаходиться на узвишші висотою 125 м при злитті річок Сави і Дунаю, навпроти Великого ратного острова (серб. Велико ратно острво), що надає їй виняткове стратегічне значення.
В часи Римської імперії через фортецю проходили Віа Егнатія та Віа Мілітаріс.

## Історія
Археологічні дослідження показують, що люди оселились на території Белграда в епоху неоліту.
Коли тут оселились кельти, вони заснували місто Сінгідунум, який знаходився за декілька кілометрів від теперішньої фортеці.
Перше військове укріплення на території фортеці звели римляни між 6 і 11 роками н. е. для захисту північних кордонів Римської імперії. На початку II століття в Сінгідунумі розміщувався IV легіон Флавіїв. Легіонери спорудили каструм розміром 560 м на 350 м, на місці теперішнього Верхнього міста та частини Калемегдану.
Поступово навколо укріплення виникли зовнішні квартали, і воно перетворилось на місто.
Після розділу Римської імперії в 395 році місто відійшло до Візантії. В V столітті Сінгідон, як його називали візантійці, був зруйнований гунськими племенами на чолі Аттілою.
Побоюючись нових вторгнень, імператор Юстиніан I з 535 року почав розбудовувати фортецю і побудував фортечні мури.
В VIII—IX століттях місто заселили серби і назвали його Білим містом (Белградом) через білий колір стін фортеці, побудованих з білого вапняку. В IX—X століттях Белград знаходився під болгарським правлінням, а в X—XII століттях — під владою Візантії. В XII столітті імператор Мануїл I Комнин зміцнив міські укріплення, добудувавши декілька башт та стін. В XIV столітті Белград завоювали угорці.

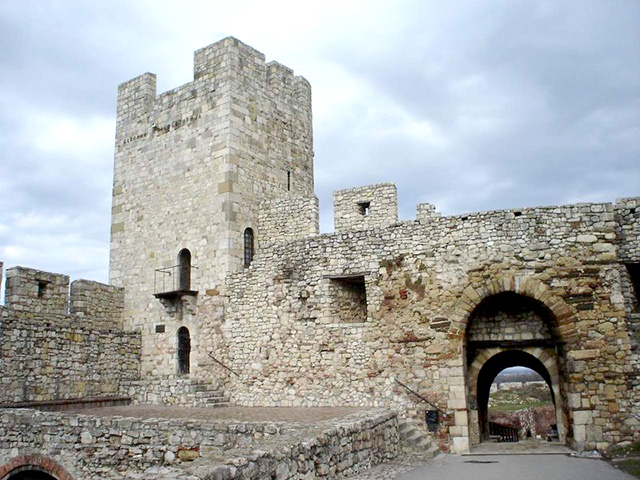
Ворота та башта Деспота Стефана

Внаслідок Ангорської битви (1402 рік) Стефан Лазаревич отримав від візантійського імператора титул деспота.
Уклавши в 1403 році васальний договір з угорським королем Сигізмундом, Стефан отримав від нього Белград та інші області.
Під час його правління фортеця, зруйнована турками в 1397 році, була розширена те перебудована. З'явились Верхнє та Нижнє місто. Місто було оточене подвійними стінами та ровами.
В Верхньому місті Стефан побудував замок з міцними стінами, баштами, ровами та підйомним мостом. Всередині замку розміщувались будинки аристократії, каплиця, бібліотека, скарбниця. Після смерті Стефана місто знову перейшло під владу угорців, які продовжили будувати укріплення проти османського вторгнення.
Белград витримав дві османські облоги — облогу 1440 року військами Мурада II та облогу 1456 року військами Мехмеда II, але був завойований під час облоги 1521 року військами Сулеймана I.
Від турецьких часів залишились тільки 2 споруди — фонтан Мехмед-паші Соколовича та могила Дамат Сілахдар Алі-паші.
В 1688 році місто завоювали австрійці, які почали перебудовувати фортецю за планом інженера Андреа Корнаро.
В 1690 році турки знову завоювали місто. Під час штурму від вибуху бомби був зруйнований замок Стефана Лазаревича. Під час турецького панування Корнаро продовжив будівництво.
В 1717 році австрійці відвоювали фортецю. Вони значно посилили фортецю, зробивши її однією з найнеприступніших в Європі, але в 1739 році за Белградським мирним договором Туреччина повернула місто, а Австрія вимушена була зруйнувати всі зведені укріплення. В 1789 році австрійці знову відвоювали фортецю, але в 1791 за Свіштовським мирним договором році знову залишили її.
В 1807 році фортецю захопили сербські повстанці.

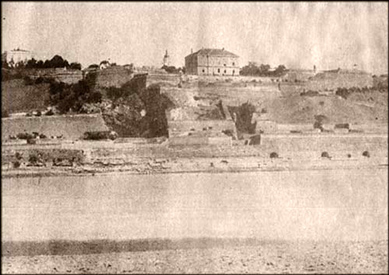
Белградська фортеця, 1895 рік

В 1867 році Туреччина передала ключі від міста Михайлу Обреновичу і фортеця остаточно перейшла під владу Сербії. З того часу її військове значення починає падати.
Під час Першої світової війни внаслідок артилерійських обстрілів багато споруд на території фортеці були зруйновані, мури зазнали серйозних ушкоджень.
Під час Другої світової війни в 1941-1944 роках на території фортеці був розміщений німецький гарнізон.
В 1944-1946 роках на території фортеці розміщувались підрозділи Югославської Народної Армії.
З 1946 року фортеця була взята під державний захист, їй присвоєно статус пам'ятки культури особливого значення.

## Опис
Фортеця складається з двох частин:
- Нижнє місто (серб. Доњи Град) — включає римський каструм, візантійський замок, Місто Деспота, артилерійські майданчики.
- Верхнє місто (серб. Горњи Град) — включає Західне передмістя, Деспотове передмістя та артилерійський майданчик.

Крім того, тут знаходяться:
- Природничий музей (серб. Природњачки музеј).
- Військовий музей (серб. Војни музеј).
- Інститут збереження пам'ятників Белграда (серб. Завод за заштиту споменика града Београда).
- Національна обсерваторія (серб. Народна опсерваторија).
- Церква Ружиця (серб. Црква Ружица).
- Церква Святої П'ятниці (серб. Црква свете Петке).
- Пам'ятник Переможцю (серб. Победник).
- Могила народних героїв (серб. Гробница народних хероја).
- Белградський зоопарк (серб. Београдски зоолошки врт).

### Рештки римського каструму
Рештки римського каструму можна побачити в основі північних та західних стін Верхнього міста.

### Рештки Міста Деспота
Найкраще збереглася частина колишнього Міста Деспота в північно-східній частині Верхнього міста, який включає в себе:
- Башту Деспота з воротами, де можна побачити залишки двох стін, що оточують Верхнє місто
- Тюремні ворота

Крім того повністю збереглись східна стіна Верхнього і Нижнього міста із залишками східних воріт Нижнього міста, і північна стіни Верхнього міста.
Недалеко від воріт Дефтердера видно фундамент та вхідні ворота Міста Деспота з опорами моста, що колись вів до них.
На схилі між північною стіною Верхнього міста та Малим містом знаходяться рештки митрополичого палацу, в межах якого була церква Пресвятої Богородиці.

### Ворота
- Стамбульські ворота (зовнішні) (серб. Стамбол капија (спољашња))
- Стамбульські ворота (внутрішні) (серб. Стамбол капија (унутрашња))
- Ворота Карагеоргія (серб. Карађорђева капија)
- Годинникові ворота (серб. Сахат капија)
- Ворота Леопольда (серб. Леополдова капија)
- Тюремні ворота (серб. Зиндан капија)
- Ворота Деспота або ворота Диздара (серб. Деспотова капија или Диздарева капија)
- Ворота Дефтердера (серб. Дефтердерова капија)
- Королівські ворота або Західні ворота (серб. Краљ капија или Западна капија)
- Ворота Відін (серб. Видин капија)
- Темні ворота (серб. Мрачна капија)
- Ворота Карла VI (Помилково називаються Ворота Євгенія Савойського) (серб. Капија Карла VI погрешно називана Капија Еугена Савојског)
- Ворота Корнаро (серб. Корнарова капија - зазидана капија)

### Башти
- Башта Небойша (серб. Кула Небојша)
- Башта Якшича (серб. Кула Јакшића)
- Башта Млинарица (серб. Кула Млинарица)
- Башта Деспота (серб. Деспотова кула)
- Годинникова башта (серб. Сахат кула)

## Галерея

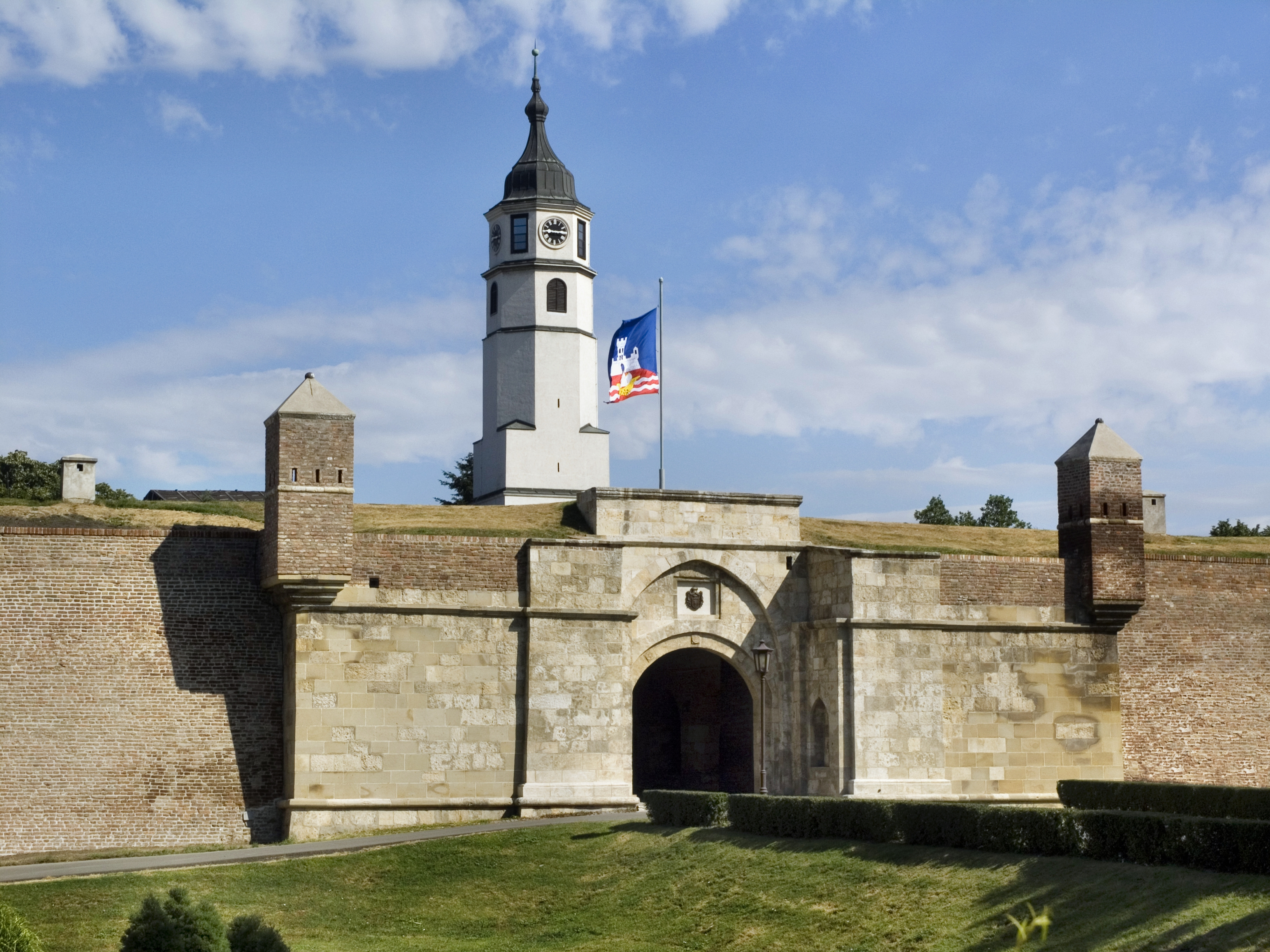
Стамбульські ворота
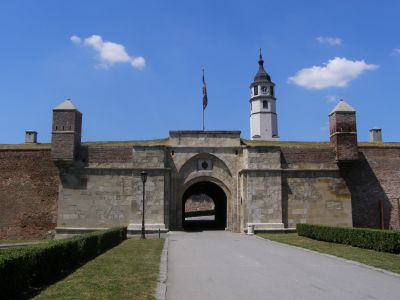
Годинникові ворота
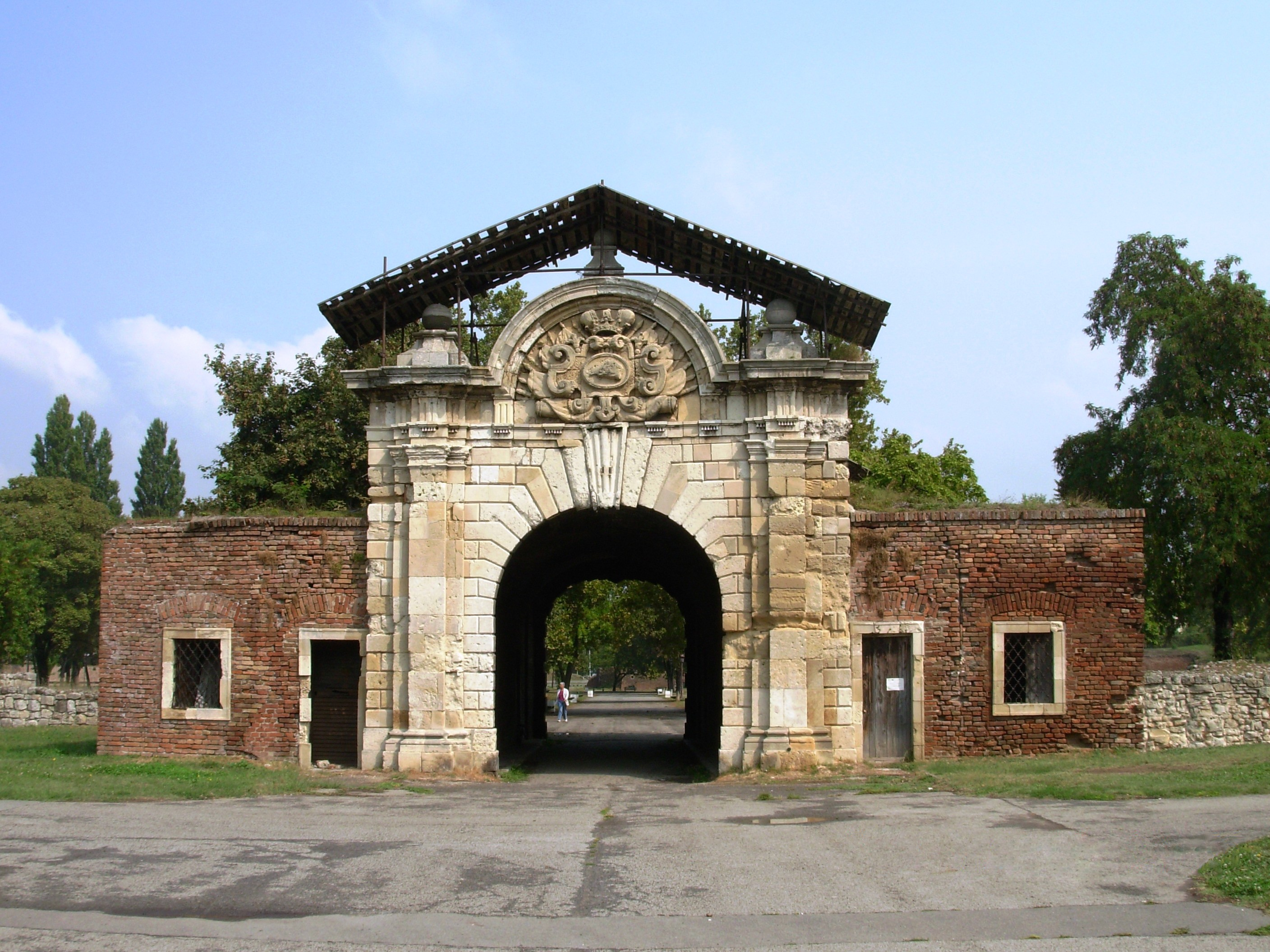
Ворота Карла VI
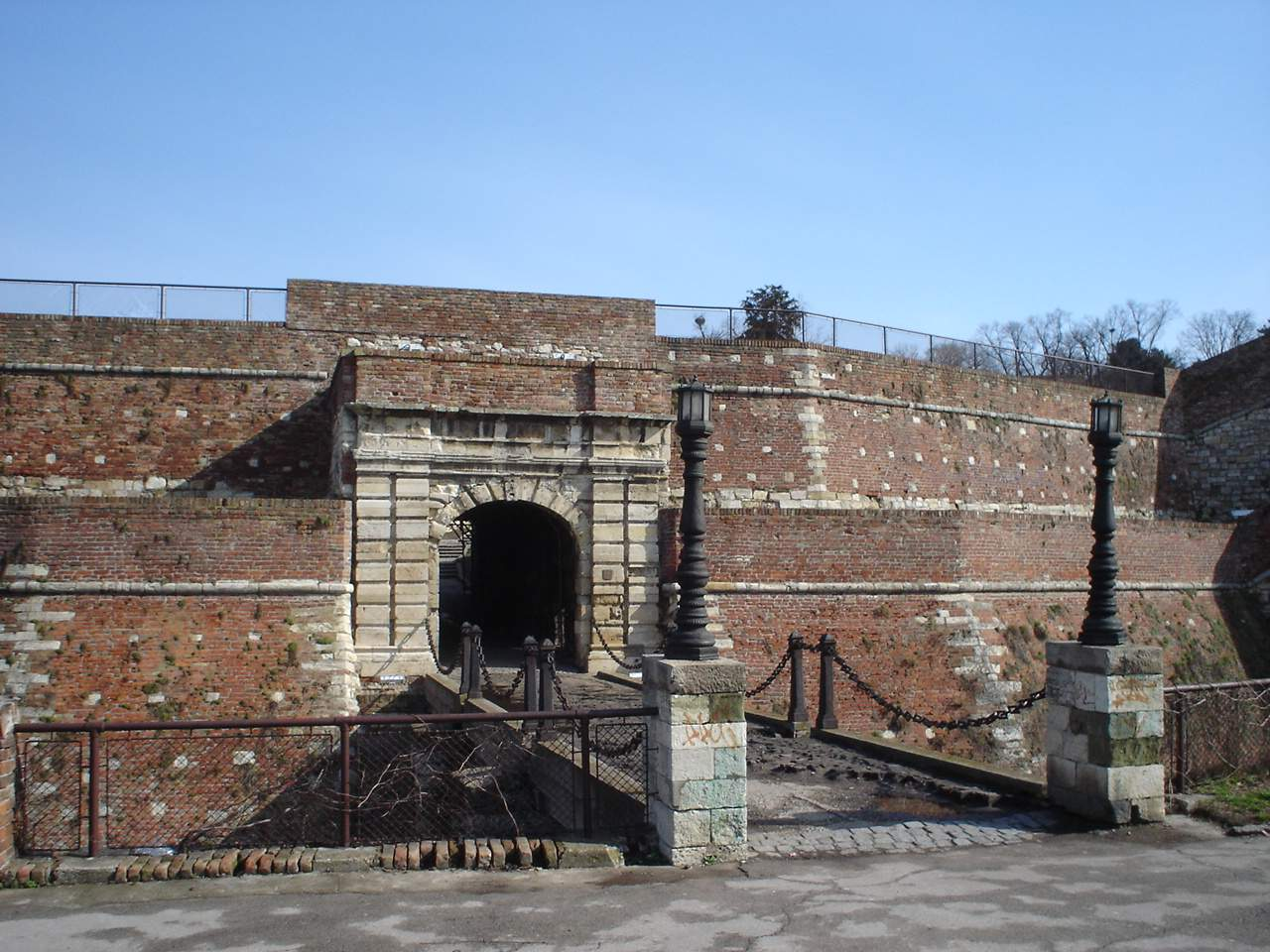
Королівські ворота
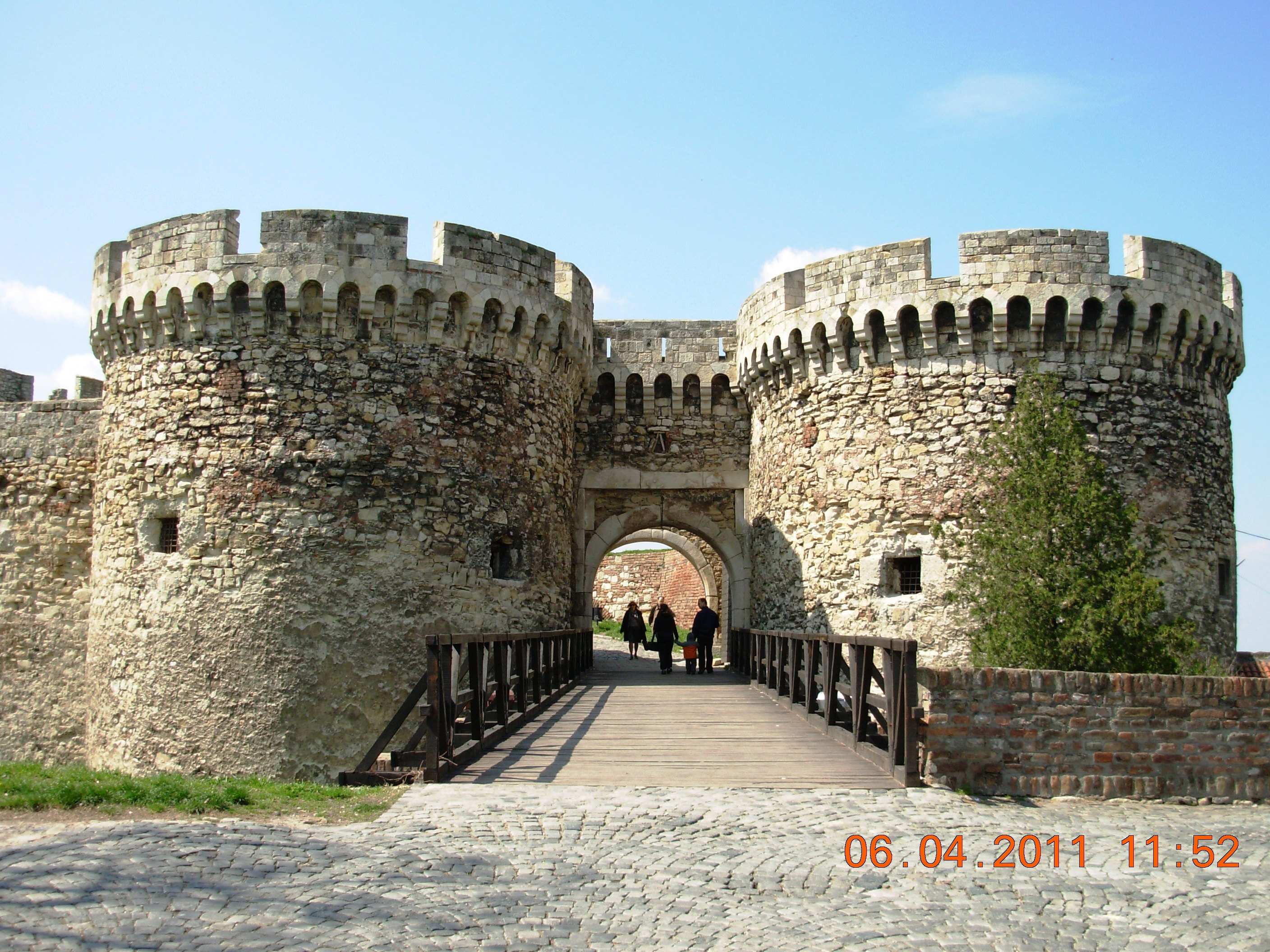
Тюремні ворота
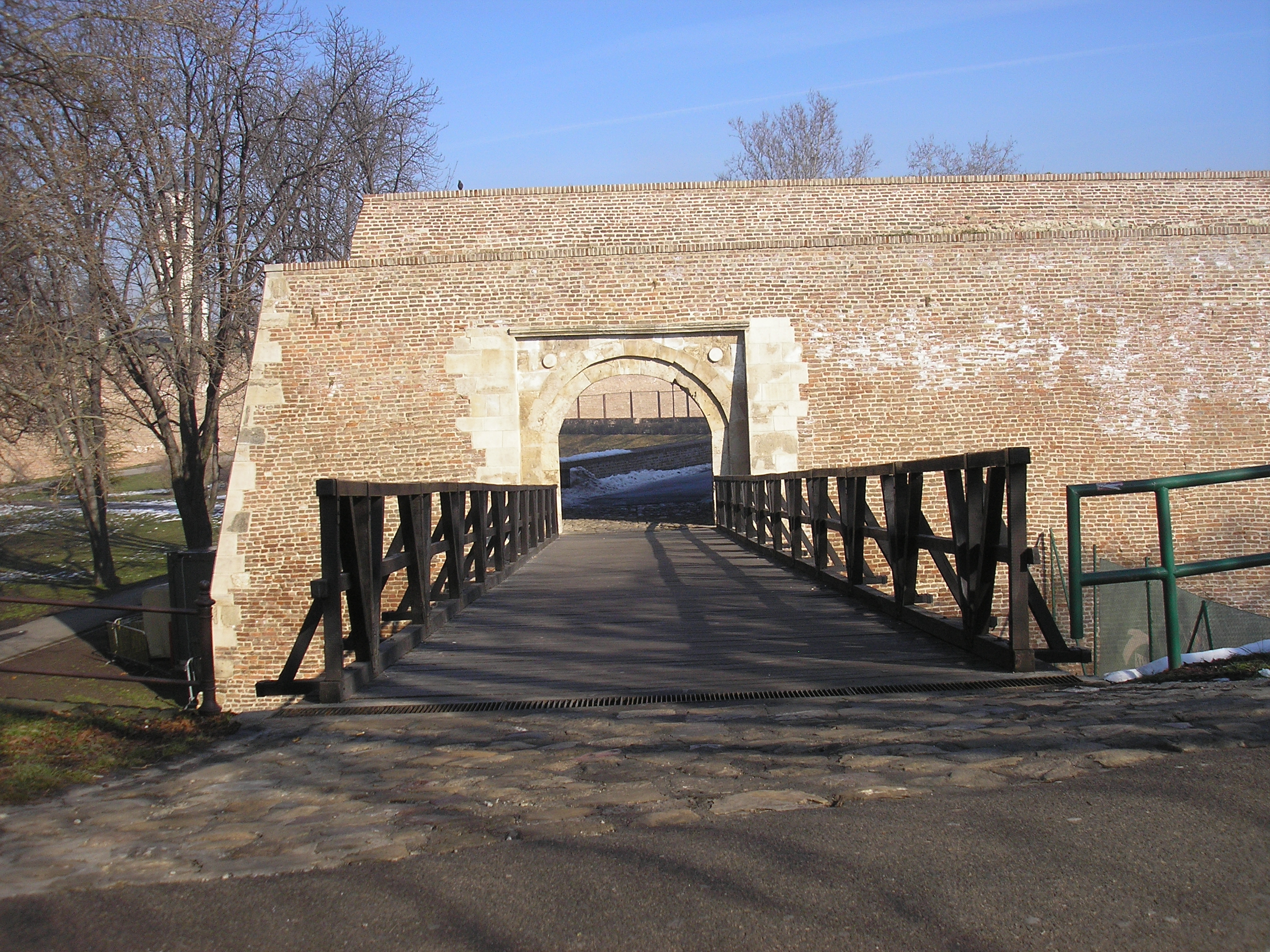
Ворота Каргеоргія
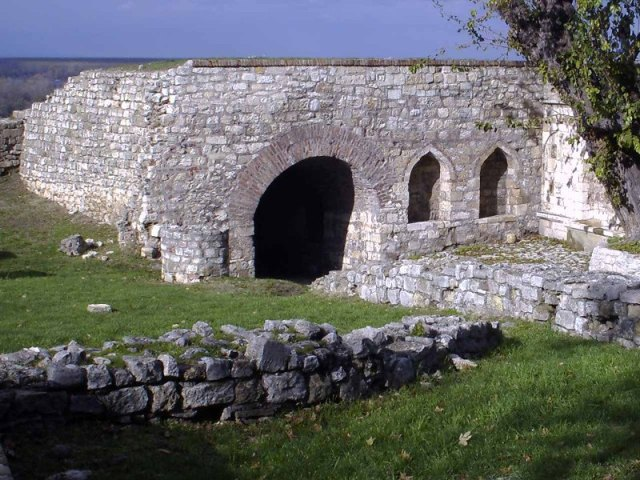
Ворота Дефтердера
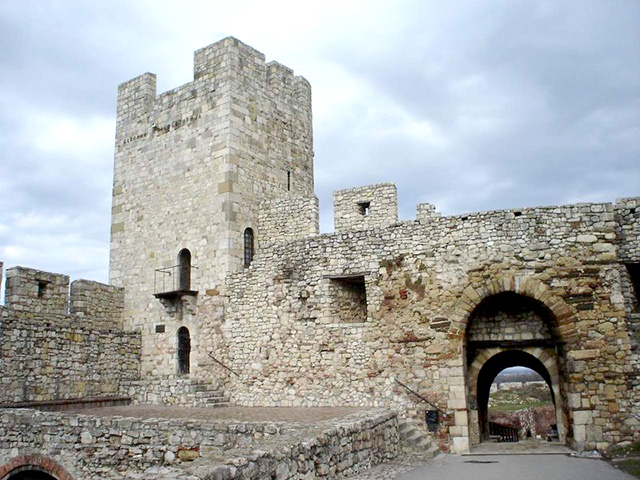
Ворота Деспота Стефана.
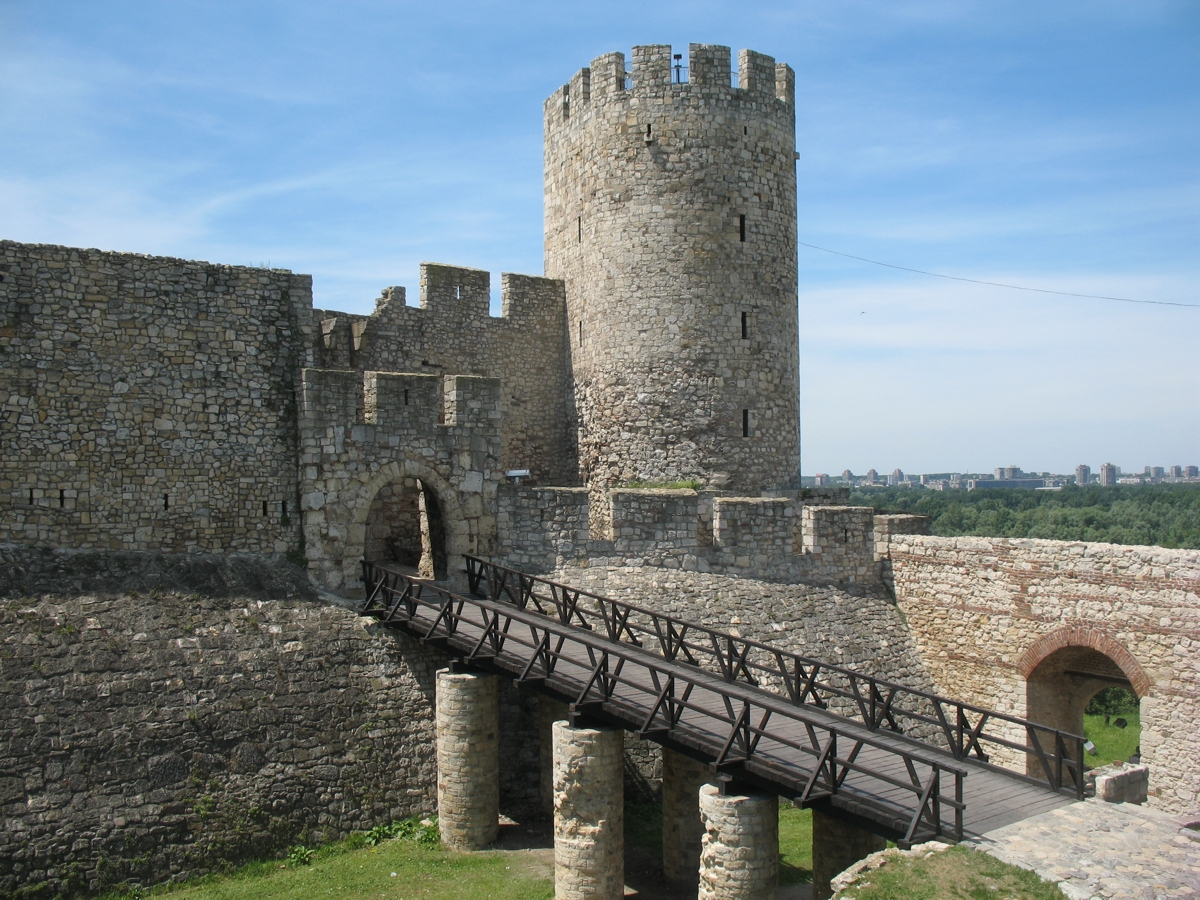
Башта Деспота
Башта Небойша
Башта Якшича.
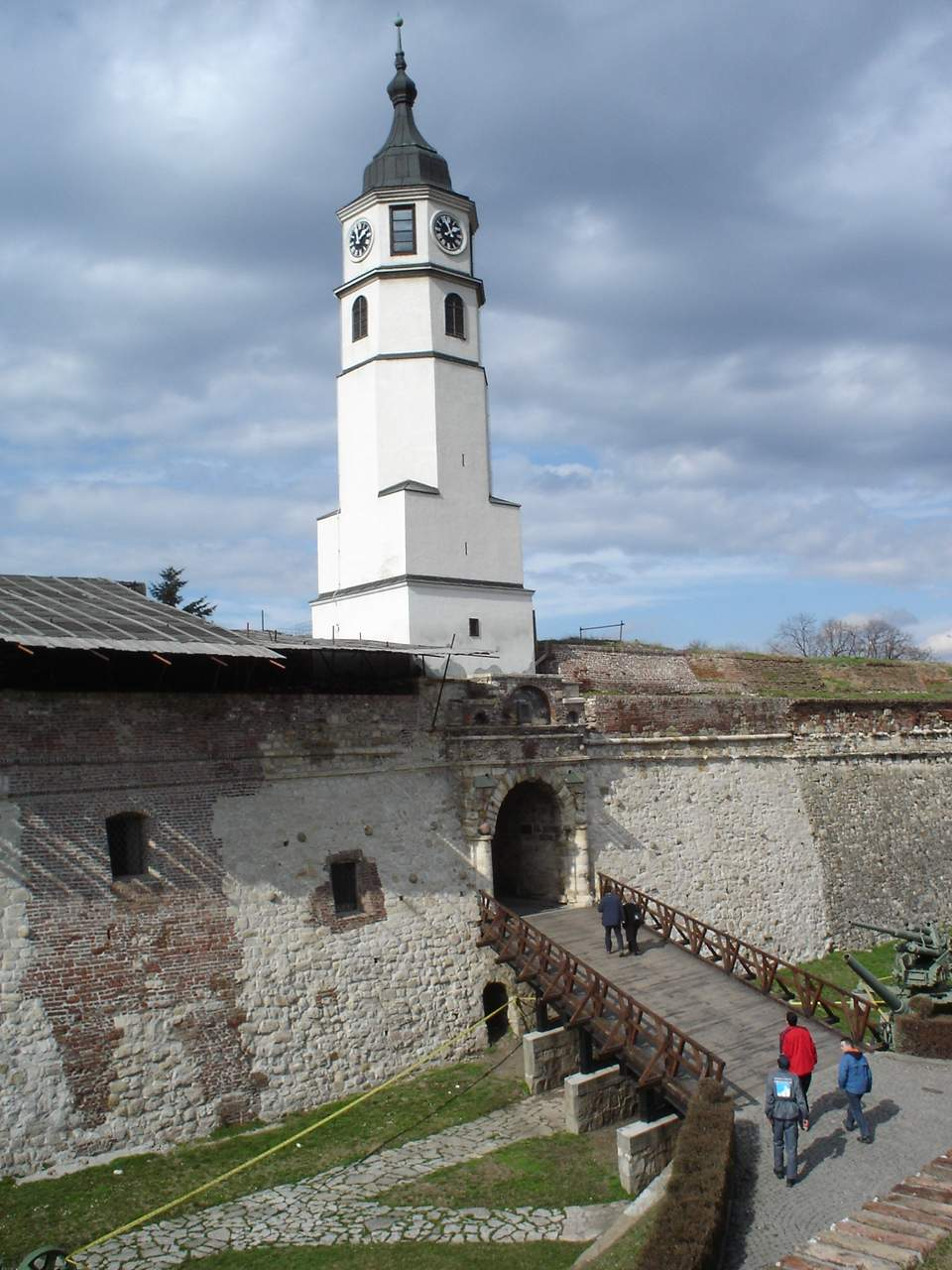
Годинникова башта
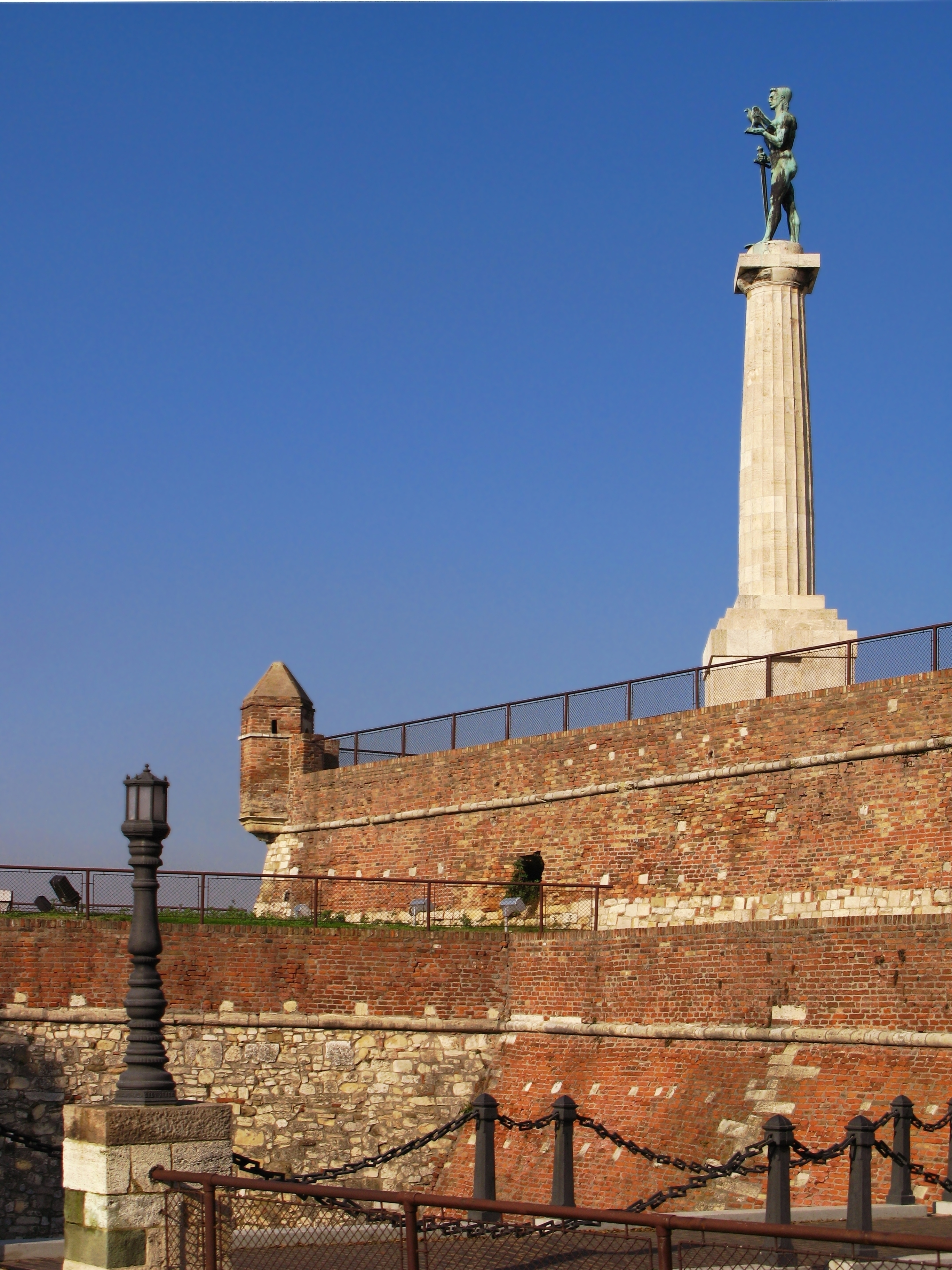
Пам'ятник Переможцю
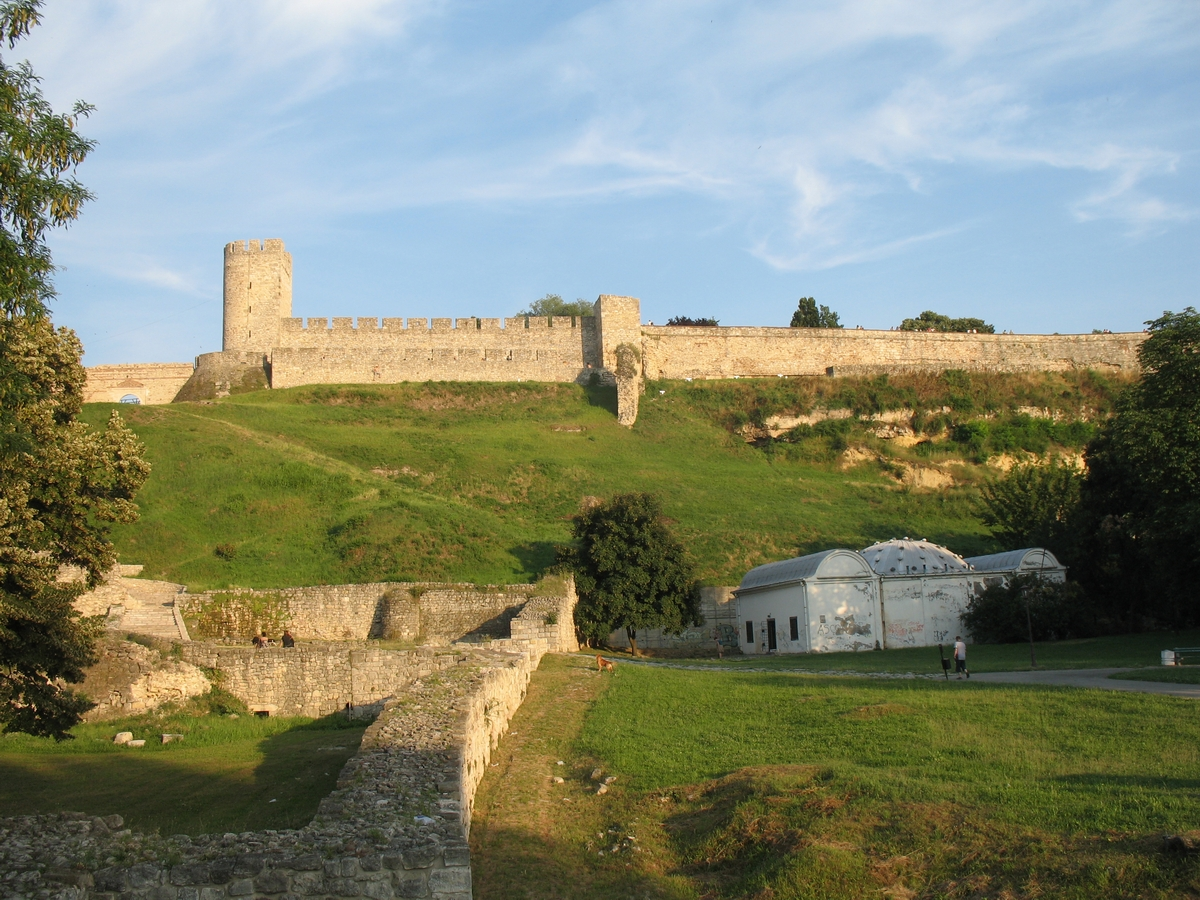
Північна стіна
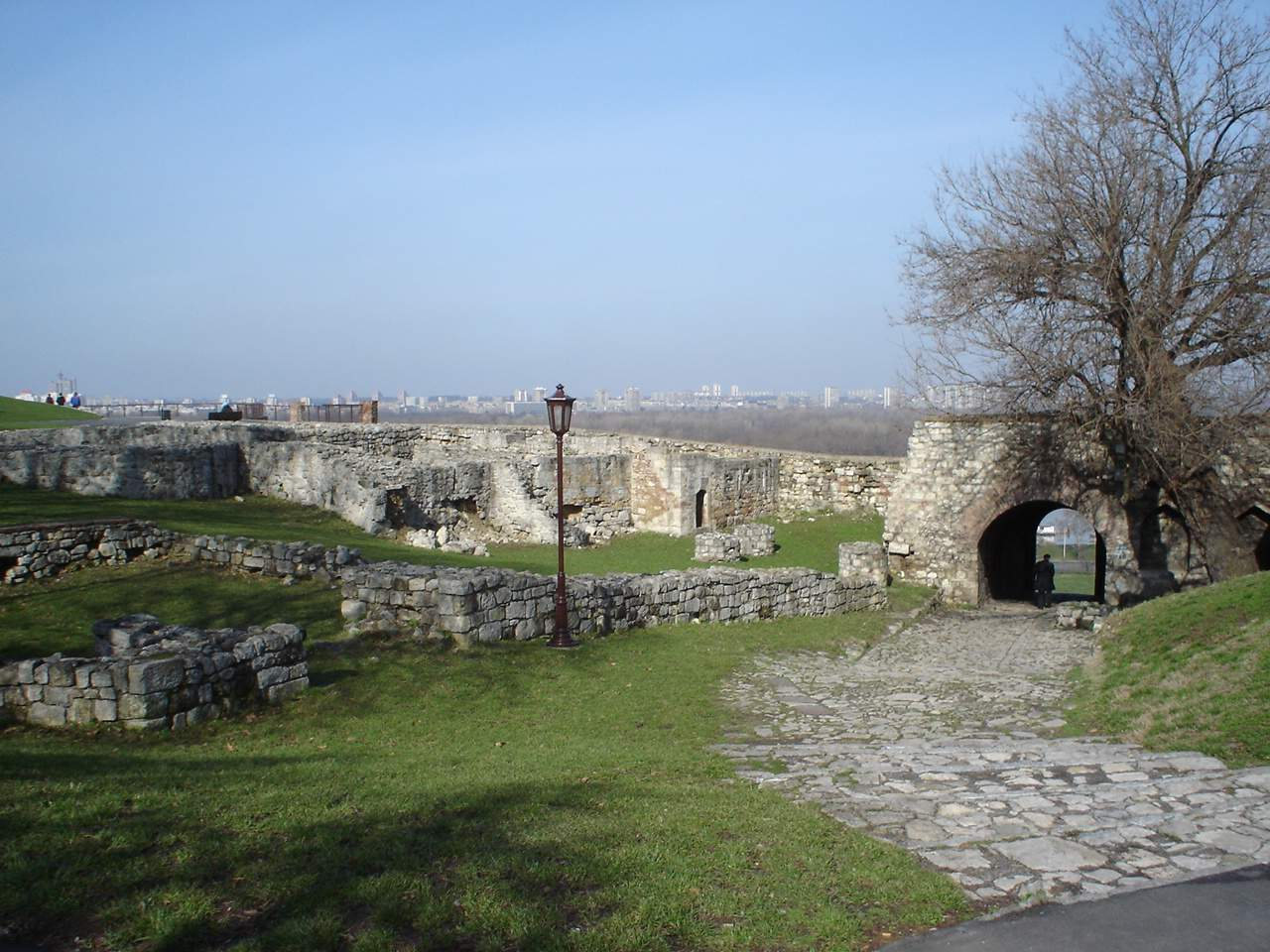
Залишки муру
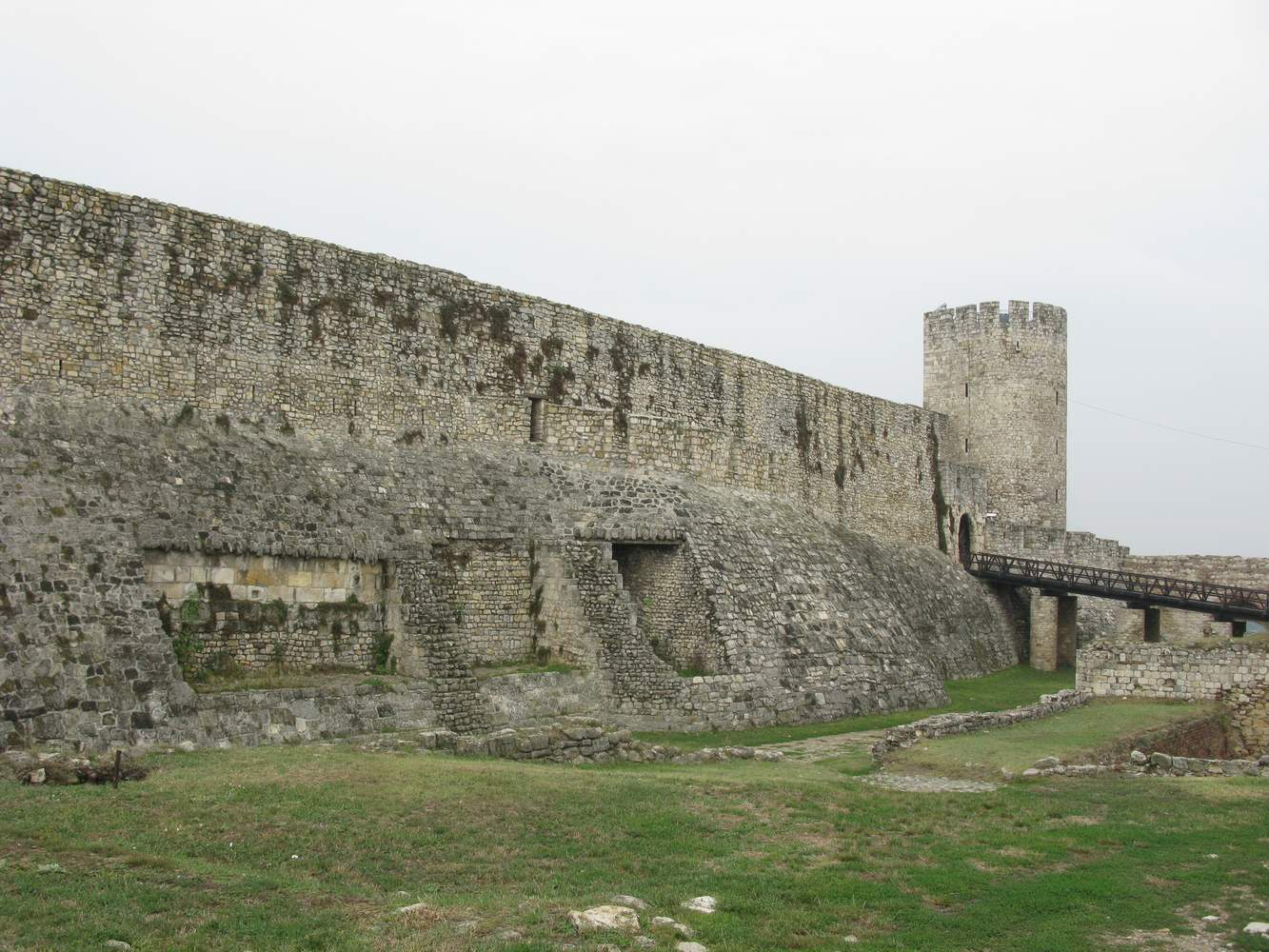
Залишки римських мурів
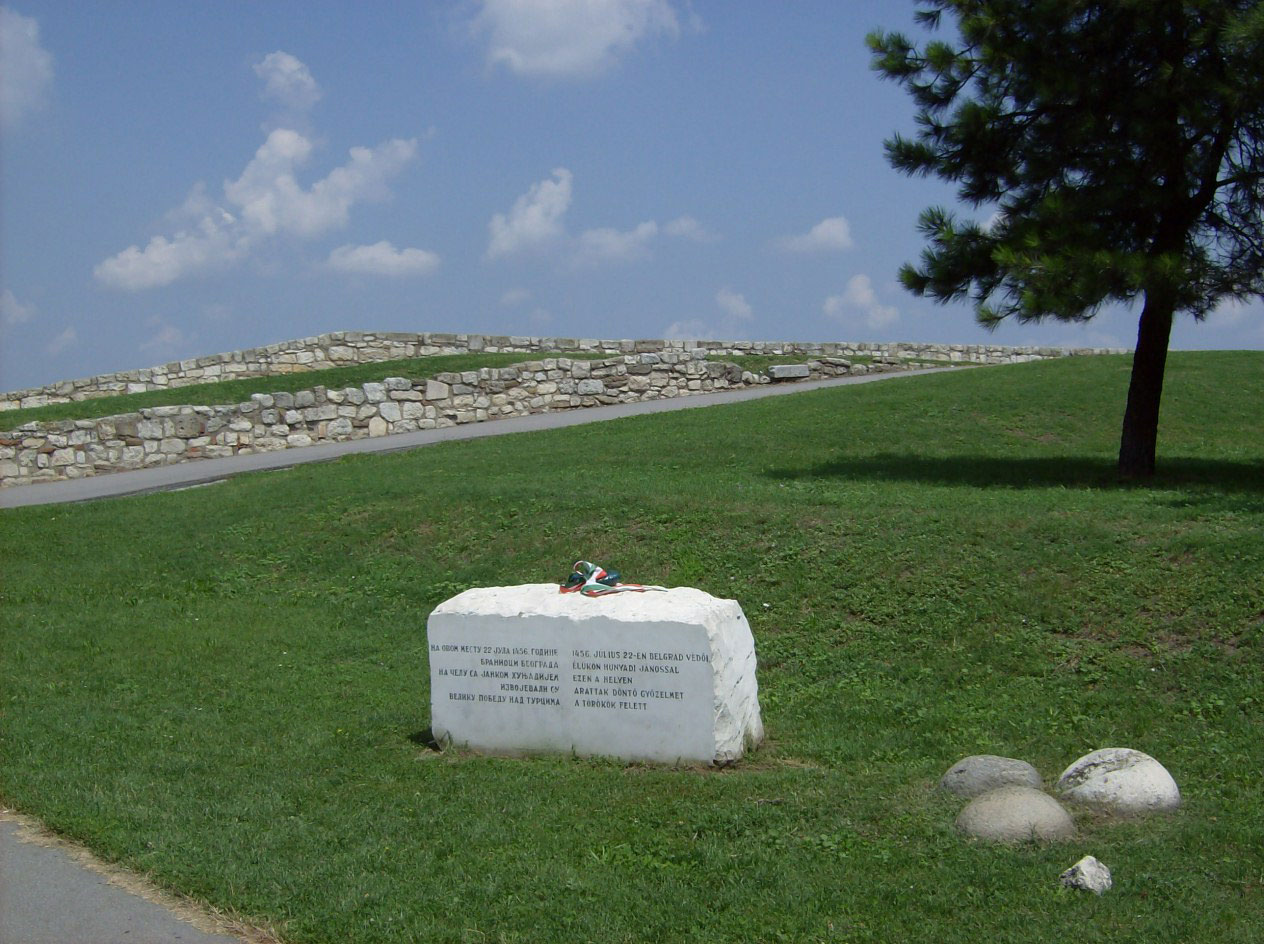
Меморіальна таблиця на честь оборони Белграда в 1456 році під керівництвом Яноша Гуняді
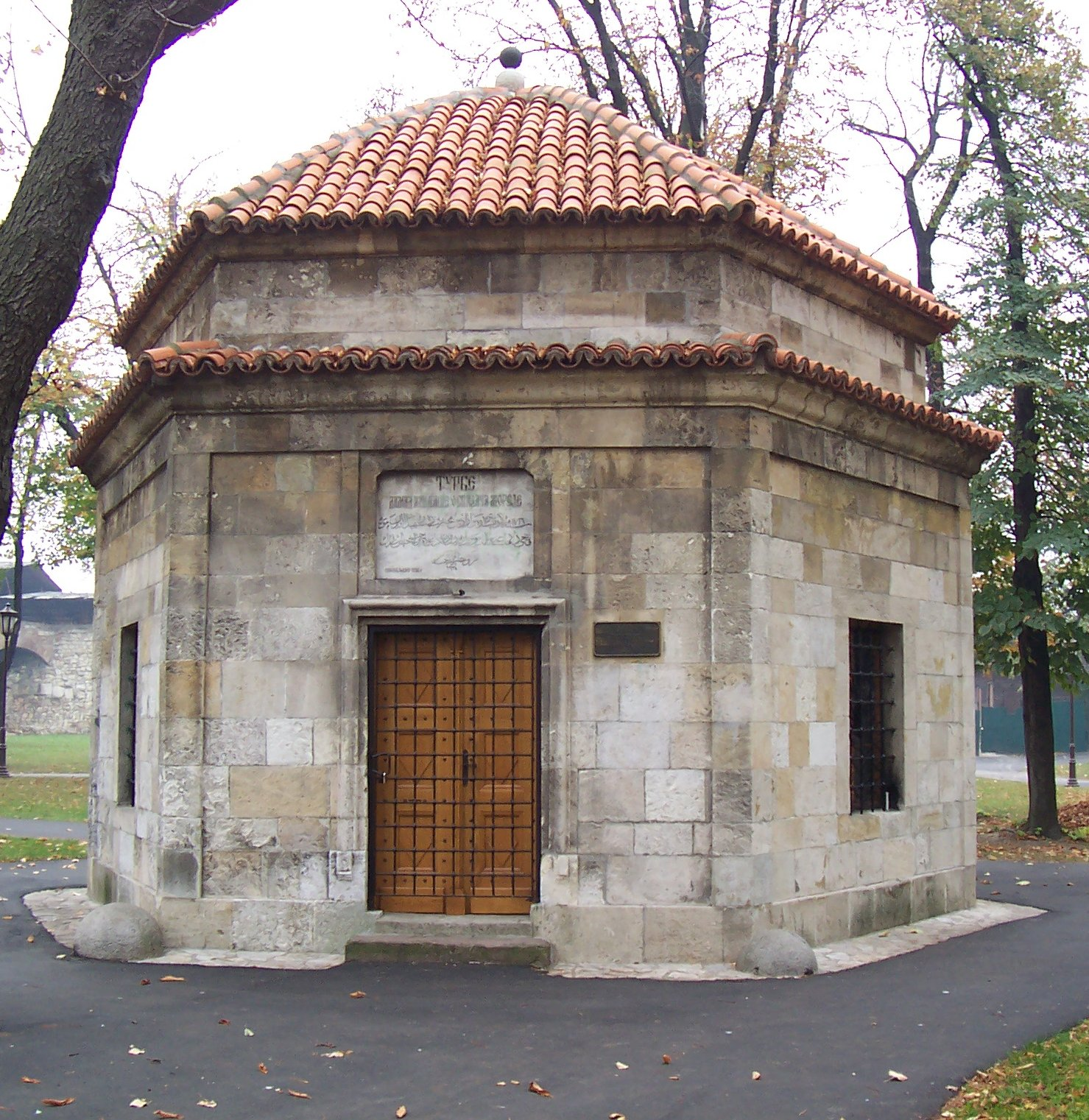
Могила Дамат Сілахдар Алі-паші
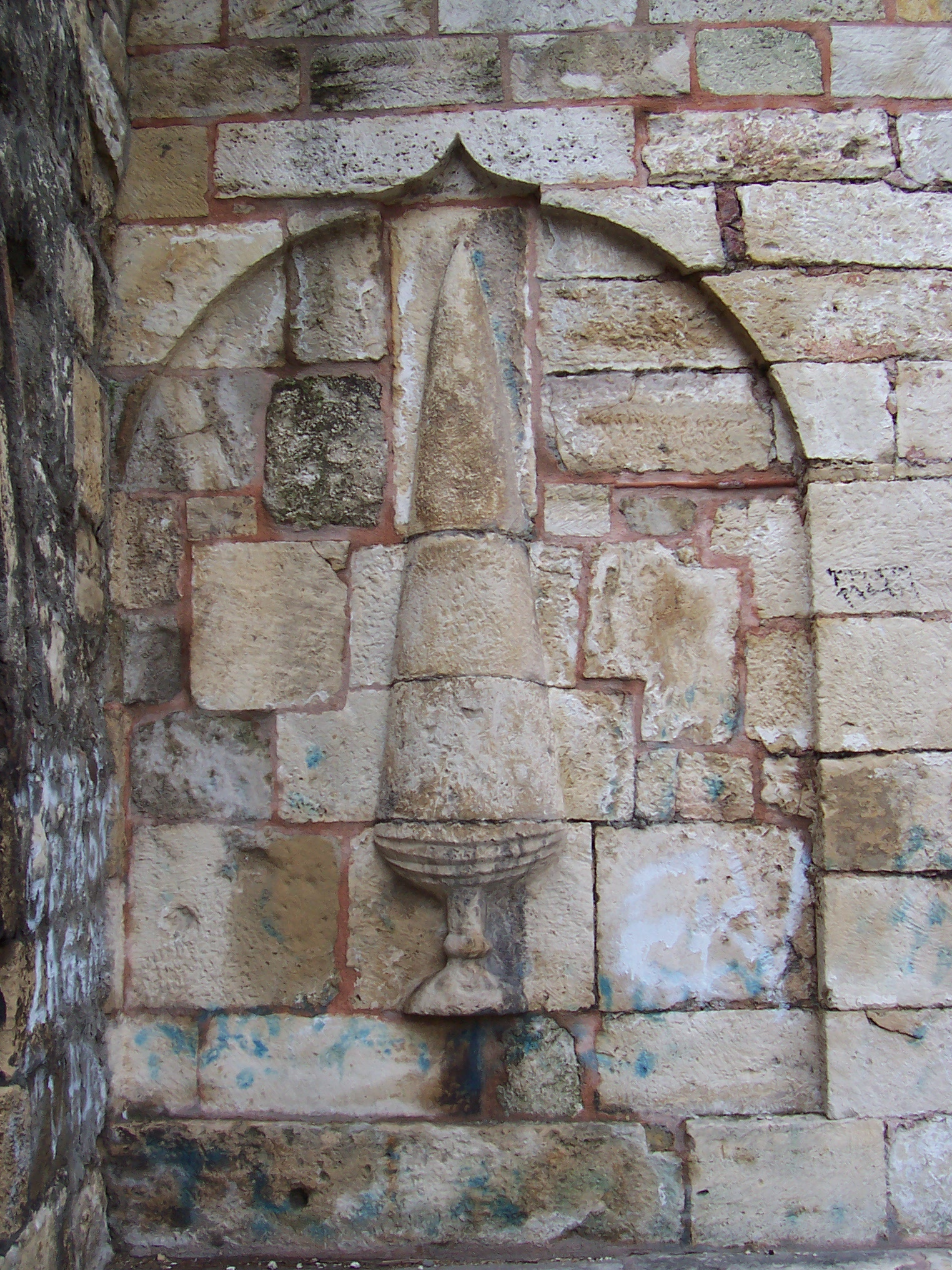
Фонтан Мехмед-паші Соколовича
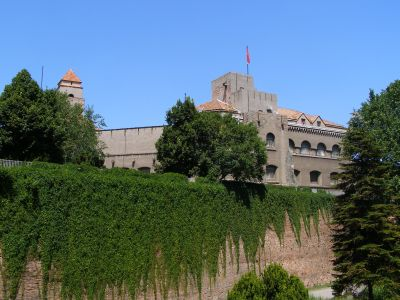
Військовий музей
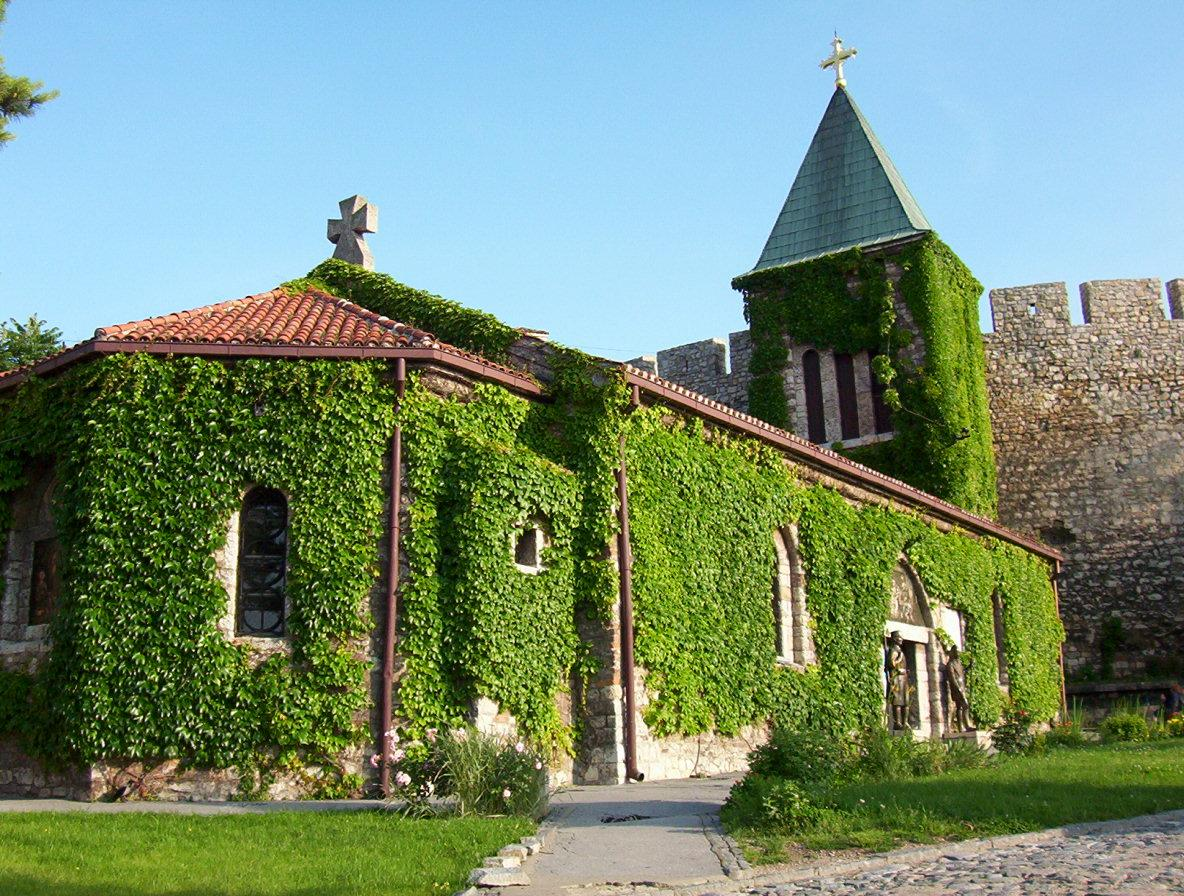
Церква Ружиця
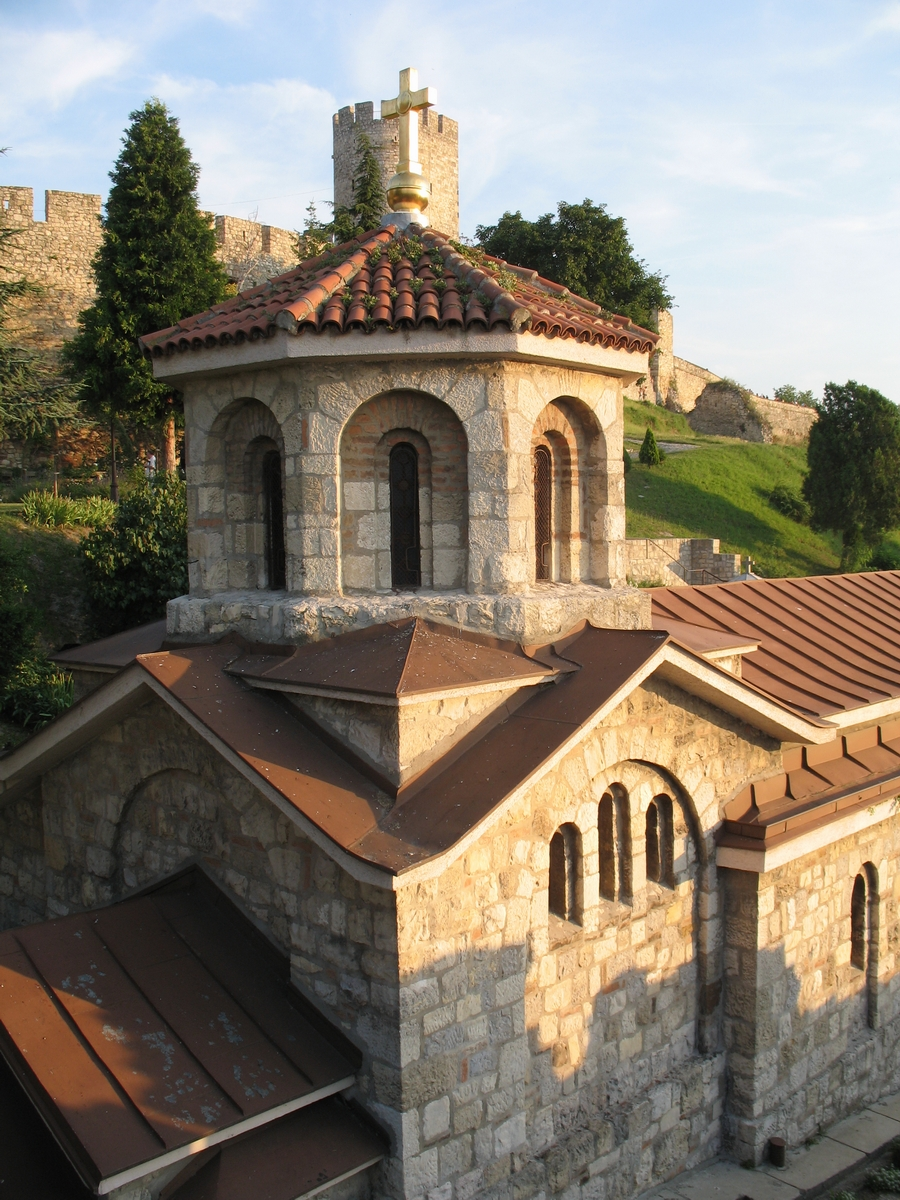
Церква Св. Петкі
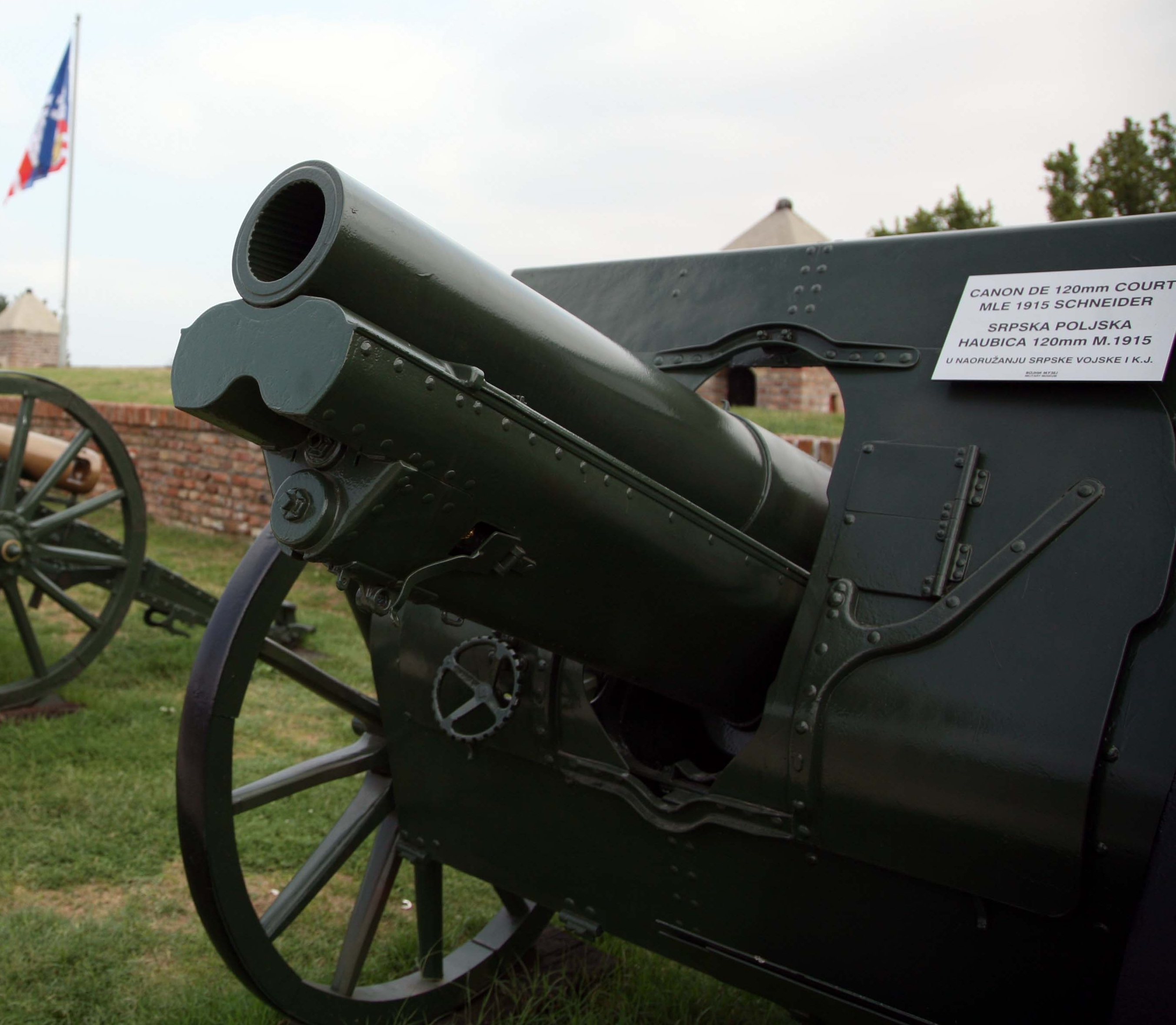
Гармата